# Buchnera granitica
Buchnera granitica är en snyltrotsväxtart som beskrevs av Spencer Le Marchant Moore. Buchnera granitica ingår i släktet Buchnera och familjen snyltrotsväxter. Inga underarter finns listade i Catalogue of Life.